# Joachim Albrecht (General)
Joachim Albrecht (* 28. Februar 1933 in Holzweißig; † 27. Januar 2015) war ein deutscher Offizier. Er war Generalmajor und Chef einer Verwaltung im Ministerium für Nationale Verteidigung (MfNV) der DDR.

## Leben
Der Sohn eines Arbeiters erlernte nach dem Schulbesuch von 1947 bis 1950 den Beruf eines Schlossers und arbeitete anschließend im Beruf.
1952 wurde er Angehöriger der Deutschen Volkspolizei in der VP-Bereitschaft Leipzig und besuchte von 1952 bis 1954 die VP-Schule Priemerwald in Großenhain. 1954/55 war er Zugführer in der Mechanisierten Bereitschaft der Kasernierten Volkspolizei in Oranienburg, 1955/56 Kompaniechef. 1955 wurde er Mitglied der SED und 1956 Angehöriger der Nationalen Volksarmee (NVA). Von 1956 bis 1960 studierte er an einer Militärakademie in der UdSSR. Nach seiner Rückkehr wurde er zunächst als Stabschef des Panzer-Regiments 1 eingesetzt und dann als Ausbildungsoffizier in der Verwaltung Operativ des MfNV. Von 1961 bis 1963 war er Oberoffizier für Feldausrüstung und von 1963 bis 1965 Leiter der Arbeitsgruppe Truppenführung in der Verwaltung Operativ des MfNV. Von 1965 bis 1969 war er Abteilungsleiter Mechanisierung und Automatisierung der Truppenführung des MfNV und von 1969 bis 1988 Stellvertreter des Chefs des Hauptstabes der NVA für Mechanisierung und Automatisierung der Truppenführung. Von 1988 bis 1990 war er Chef der Verwaltung Automatisierung der Truppenführung des MfNV bzw. des Ministeriums für Abrüstung und Verteidigung. Als einer der letzten Offiziere der NVA wurde er am 7. Oktober 1989 zum Generalmajor ernannt und am 30. September 1990 aus dem Militärdienst entlassen.
Albrecht lebte in Strausberg und starb am 27. Januar 2015 im Alter von 81 Jahren.

## Auszeichnungen
- Kampforden „Für Verdienste um Volk und Vaterland“ in Gold
- Vaterländischer Verdienstorden in Bronze